# 塔尔塔罗斯丘群

热辐射成像系统拍摄的塔耳塔罗斯丘群白昼图像

塔耳塔罗斯丘群(Tartarus Colles)是火星北部平原上的一群岩垛丘。

## 背景
塔耳塔罗斯丘群位于火星迪阿克里亚区内，包含有40000多座岩垛，其分布范围为北纬8度至33度、西经170度至200度之间，它的名称取自古典反照率特征，1985年，被国际天文联合会正式批准接受。术语“丘群”主要应用于小丘陵或岩垛群。

## 地质
一些研究人员提出，西塔耳塔罗斯丘群中的岩垛与刻耳柏洛斯沼（阿萨巴斯卡谷下游）中的岩垛解释一致，表明它们是岩浆和水相互作用的结果，形成了一些研究者所称的“火山无根构造”（VRC）。这类熔岩与水的交互作用包括无根火山锥，但其定义不太具有起源性，因为不一定是蒸气岩浆喷发（由于水流与熔岩接触后瞬间蒸发产生的蒸汽爆炸）的作用。水源并不需要以漫淹的形式大量添加，而是可能以极浅薄的地下冰层形式来提供，其存在和范围由作为轨道力的倾角控制。

## 观测史
2008年，行星科学研究所和南澳大学的马克·毕晓普（Mark A.Bishop）报告了他使用高阶邻域分析来尝试识别塔耳塔罗斯丘群中岩垛分布模式的结果。这项研究的目的是想解决有关这些岩垛地貌起源的相互矛盾的假设，它们曾被其他研究者类推为阿萨巴斯卡谷和埃律西昂平原中假定的冰核丘群和无根火山锥群。毕晓普发现塔耳塔罗斯丘群的圆锥体表现出完全的空间随机性，除非泥流或岩浆效应非常明显。
2011年，夏威夷檀香山夏威夷大学马诺阿分校的克里斯托弗·汉密尔顿（Christopher W.Hamilton）和萨拉·法根茨（Sarah A.Fagents）以及苏格兰爱丁堡大学的索瓦尔杜尔·索达森（Thorvaldur Thordarson）报告了他们调查塔耳塔罗斯丘群中圆锥体的地貌测绘、熔岩厚度估算和统计分析（近邻模拟）结果。塔耳塔罗斯丘群的圆锥体是某些研究者所假设的“火山无根构造”，该术语是一条较无根火山锥更广义的变体词，不明确要求蒸气岩浆起源，或任何明确的爆炸性表达，如假火山口。作者批评了将火星假火山口的类比概括为冰岛米湖的倾向，该湖常被用作火星上水与熔岩相互作用所产生结构的典型示例，这种方式忽略了此类结构的可变性，甚至在整个冰岛都是如此。

## 图集

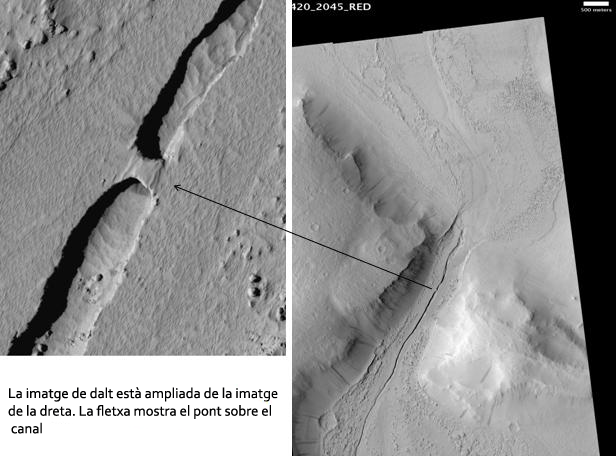
高分辨率成像科学设备显示的塔耳塔罗斯丘群通道，比例尺长500米，点击图片可查看横跨通道的连接道。